# Andrenosoma erythrogaster
Andrenosoma erythrogaster är en tvåvingeart som först beskrevs av Christian Rudolph Wilhelm Wiedemann 1828.  Andrenosoma erythrogaster ingår i släktet Andrenosoma och familjen rovflugor. Inga underarter finns listade i Catalogue of Life.